# Cyrtodactylus pseudoquadrivirgatus
Il Cyrtodactylus pseudoquadrivirgatus Rösler, Nguyen, Vu, Ngo, & Ziegler, 2008 è una specie di geco che vive nel Vietnam centrale e nelle confinanti zone del Laos sudorientale e della Cambogia nordorientale.

## Etimologia
Il suo nome significa falso Cyrtodactylus quadrivirgatus, e deriva dalla grande somiglianza con il congenere Cyrtodactylus quadrivirgatus.

## Descrizione
Cyrtodactylus pseudoquadrivirgatus è un geco di medie dimensioni. Come si evince dal nome, assomiglia molto a Cyrtodactylus quadrivirgatus, dal quale si differenzia per una maggiore lunghezza muso-cloaca e per l'assenza di scaglie femorali allargate. Assomiglia molto anche a un'altra specie, Cyrtodactylus irregularis.
Si tratta di una specie di media grandezza: la lunghezza muso-cloaca può superare gli 8 cm, e la coda è più lunga del corpo.
Si caratterizza per il dorso del corpo marrone chiaro con disegno marrone scuro; la testa è screziata, mentre il dorso è screziato, striato o con bande. Gli arti sono striati o screziati, la coda ha bande scure e chiare che si alternano, pressoché dello stesso spessore. La striscia che parte dall'occhio passa sopra il timpano risulta spezzata all'altezza della nuca.

## Biologia

### Comportamento
Si tratta di una specie notturna, che vive sugli alberi, in zone rocciose vicine a corsi d'acqua.

### Riproduzione
Cyrtodactylus pseudoquadrivirgatus è una specie ovipara.

## Distribuzione e habitat
La specie è stata descritta grazie ad esemplari rinvenuti nella provincia di Thua Thien Hue, nel Vietnam centrale, in una zona di foresta, vicino a un corso d'acqua, ad un'altitudine di 800 m s.l.m.. È stato successivamente rinvenuto anche in Laos e in Cambogia

## Conservazione
Poiché la specie è relativamente comune ed è stata rinvenuta in più aree protette, e non essendo state registrate specifiche gravi minacce, la specie è considerata a rischio minimo.

## Tassonomia
La specie è stata descritta per la prima volta nel 2008 da Herbert Rösler, Vu Ngoc Thanh, Nguyen Quang Truong, Ngo Van Tri e Thomas Ziegler, sulla base sia di alcuni esemplari raccolti alcuni anni prima, e inizialmente identificati erroneamente come C. irregularis e C. quadrivirgatus, che di esemplari raccolti successivamente.